# Albert Helgerud
Albert Helgerud (z domu Thorvaldsen, ur. 16 września 1876 w Svelvik, zm. 25 maja 1954 w Svelvik) – norweski strzelec, wielokrotny medalista olimpijski.
Brał udział w trzech edycjach igrzysk olimpijskich, w latach 1908-1920, na każdych z tych zawodów zdobył po jednym medalu. Zdobył również prestiżową nagrodę Skymoens (1924). Ponadto zdobył medal na Olimpiadzie Letniej 1906 i trzykrotnie z rzędu był wicemistrzem Norwegii.